# Марица (магистрала)
Вижте пояснителната страница за други значения на Марица.
Автомагистрала „Марица“, означена като А4, е автомагистрала в Южна България.
Тя свързва АМ „Тракия“ при Оризово с Република Турция при ГКПП Капитан Андреево. Магистралата дублира републикански път I-8 и по нея преминават европейските пътища Е80 и Е85. Тя е част от Паневропейски транспортен коридор 4.
Общата дължина на автомагистрала „Марица“ е 117 km, като последният участък е пуснат в експлоатация на 29 октомври 2015 г.

## Име
Магистралата носи името на река Марица, по чието протежение минава.

## Изходи
| Изход | Ситуация | Име              | km    | Дестинация                              | Платна | Забележка      |
| ----- | -------- | ---------------- | ----- | --------------------------------------- | ------ | -------------- |
|       |          | Оризово          | 0     | София, Стара Загора, Бургас             |        | В експлоатация |
|       |          | Златна Ливада    | 17,8  | Манастир Свети Атанасий                 |        | В експлоатация |
|       |          | Димитровград     | 38,8  | Димитровград, Хасково,                  |        | В експлоатация |
|       |          | Симеоновград     | 65,6  | Харманли, Симеоновград, Нова Загора     |        | В експлоатация |
|       |          | Тополовград      | 70,3  | Харманли, Тополовград, Маджарово        |        | В експлоатация |
|       |          | Любимец          | 89,4  | Любимец, Бургас                         |        | В експлоатация |
|       |          | Ново Село        | 99,3  | Гърция, Мезек                           |        | В експлоатация |
|       |          | Свиленград       | 102,5 | Свиленград, Гърция, Пъстрогор, Русе     |        | В експлоатация |
|       |          | Генералово       | 107   | Генералово, Капитан Андреево            |        | В експлоатация |
|       |          | Капитан Андреево | 114   | Капитан Андреево                        |        | В експлоатация |
|       |          | Капитан Андреево | 117,3 | ГКПП Капитан Андреево, Турция, Истанбул |        | В експлоатация |

## Строителство
Строежът на магистралата започва през 1979 г. и официално завършва на 29 октомври 2015.

### Изграждане
- През 1991 година са пуснати в експлоатация пътни участъци с обща дължина 19,14 km.
- От средата на 1992 до 2010 г. строителството на магистралата е изпълнявано по коригирани и променяни няколкократно графици. От 1992 г. по проекта са сключвани три договора – по един за всеки от трите участъка и 54 анекса. Общата стойност на изградените участъци за целия период е 132 000 000 лева, сочат данните на АПИ.

- На 16 май 2007 година е открит нов участък с дължина 16,66 km (от км 71+011 до км 89+100) между Харманли и Любимец. Изпълнители са „Пътни строежи“ АД – Пловдив и „Мостстрой“ АД, а надзорът се извършва от „Пътинвестинженеринг“ АД, София. Инвестицията е за 65 000 000 лева. Впоследствие се оказва, че липсва износващият пласт асфалтобетон и участъкът е затворен за ремонт.

- На 2 октомври 2010 година е открит нов участък с дължина 19,16 km (от км 89+100 до км 108+260) между Любимец и Свиленград плюс наново ремонтиран участък с дължина 11,12 км от Харманли до Любимец. Стойността на извършеното строителство е 36 000 000 лева, изграден е и мост над река Марица с дължина 392 м, четири малки моста, 17 селскостопански подлеза и пет пътни надлеза. На откриването присъстват министър-председателят Бойко Борисов и министъра на регионалното развитие и благоустройството Росен Плевнелиев.[1]

- На 14 август 2014 година е открит нов участък с дължина 5 km (от км 112 до км 117) до границата с Турция при ГКПП Капитан Андреево - Капъкуле. Тази част представлява специална зона за митницата, за чиито параметри има определени европейски изисквания. Строителството е обезпечено със заемни средства в размер на 10 000 000 евро от Световната банка.[2]

- На 28 май 2015 година е открит лот 2 на автомагистралата. Участъкът се намира между Димитровград и Харманли, от км 36+400 до км 70+620 с дължина от 34,22 km. Строителството се финансира със средства по еврофондовете.[3]

- На 7 юни 2015 година се пуска в експлоатация дясното платно (в посока ГКПП Капитан Андреево) на автомагистралата при Свиленград. Участъкът се намира между км 99+820 и км 108+510 и е с дължина от 8,6 km, като строителството се финансира изцяло от държавния бюджет и струва около 28 000 000 лв. Лявото платно на автомагистралата е изградено през 80-те години на ХХ век.[4]

- На 29 октомври 2015 година е открит лот 1 на автомагистралата. Участъкът се намира между Оризово и Димитровград, от км 5+000 до км 36+400 с дължина от 31,4 km. Строителството се финансира със средства по еврофондовете. [5]

### Лот 1 Оризово–Димитровград
Участъкът е с дължина от 31,4 km (от км 5+000 до км 36+400) между Оризово и Димитровград, габарит А-28 m, проектна скорост 120 km/h.  Изградени са 22 големи съоръжения по трасето на магистралата – 8 селскостопански подлеза, 10 надлеза и 4 моста, както и реконструиране на напоителни системи, водопроводи и електрически далекопроводи.

#### Тръжна процедура
- На 2 декември 2010 година е обявена тръжната процедура за определяне на изпълнител за допълнително проектиране и изграждане.[8]
- На 11 февруари 2011 година са отворени офертите за строителен надзор на проекта, като кандидатите са 12 фирми и обединения.[9]
- На 18 февруари 2011 година са отворени и офертите за допроектиране и изграждане. Оферти са подали 12 фирми и обединения, като са допуснати само 7.[10]
- На 22 март 2011 година са отворени ценовите оферти за строителен надзор. Три от дванадесетте кандидати не са допуснати до отварянето на офертите. От останалите девет най-ниска оферта е предложило Обединение „Т7/Синк“ (565 000 лева), а най-висока ДЗЗД „Ежис Пътища – България“ (884 500 лева).[11]
- На 25 март 2011 година са отворени и ценовите оферти за допроектиране и строителство. От дванадесетте участници пет не са допуснати до отварянето на офертите. От допуснатите седем най-ниска цена предлага италианската фирма Кооператива Муратория Чементисти – Чи. Ем. Чи. Ди. Равенна (133 129 678 лева без ДДС), а най-висока цена е предложил българо-австрийският Консорциум Щрабаг България – Марица 1 (187 383 916,16 лева без ДДС).[12]

#### Строителство
- На 2 август 2011 година строителството започва, като по договор изпълнителят „Кооператива Муратория Чементисти – Чи Ем Чи Ди, Равена“ трябва да завърши лота в срок от 25 месеца (до септември 2013 година).[13] Впоследствие срокът е удължен до октомври 2015 г.
- На 29 октомври 2015 година участъкът е пуснат в експлоатация. [5]

### Лот 2 Димитровград–Харманли
Участъкът е с дължина от 34,22 km (от км 36+400 до км 70+620) между Димитровград и Харманли, габарит А-28 м, проектна скорост 120 km/h. 

#### Тръжна процедура
- На 21 декември 2010 година е обявена тръжната процедура за определяне на изпълнител за допълнително проектиране и изграждане.
- На 10 март 2011 година са отворени офертите за допълнително проектиране и изграждане. Кандидатстват 14 фирми и консорциуми. [15]
- На 7 април 2011 година са отворени ценовите оферти на одобрените осем кандидати за строителен надзор (от общо десет участници), като най-ниска оферта е предложил Консорциум „Рутекс – ЕТЕ“ (666 000 лева без ДДС), а най-висока ДЗЗД „Ежис Пътища – България“ (984 500 лева без ДДС).[16]
- На 26 април 2011 година са отворени и ценовите оферти за допроектиране и строителство. От четиринадесетте участници четири не са допуснати до отварянето на офертите. От допуснатите десет най-ниска цена предлага българо-австрийското сдружение Марица Хайуей, включващо Пътностроителна техника АД на Васил Божков[17] и ПОРР Технобау унд Умвелт АД (122 137 000 лева без ДДС).[18]
- На 25 юли 2011 г. е подписан договор за строителен надзор с „Пътпроект“ ЕООД като стойността на договора е 112 800 лв. с ДДС.

#### Строителство
- На 26 юли 2011 година строителството започва, като по договор изпълнителят „Марица Хайуей“ трябва да завърши лота в срок от 25 месеца (до август 2013 година).[19] Впоследствие срокът е отложен за началото на юни 2015 г.[20]
- През юли 2014 година строителството на отсечката се оскъпява поради възложени допълнителни работи за около 16 000 000 лева, включващи реконструкция за електропровод, укрепване на откоси, реконструкция на напоителни съоръжения, изграждане на армиран насип при пътен възел Димитровград, проектиране и изграждане на осветление при пътните възли Димитровград, Симеоновград и Харманли и изграждане на шумозащитни стени.[21]

- На 28 май 2015 година участъкът е пуснат в експлоатация. [3]

## Магистрални връзки
Връзка с автомагистрала „Тракия“.
- Реално началото на АМ „Марица“ съвпада със 168 km от „АМ Тракия“.
- Връзката между двете магистрали се осъществява само в посоките Свиленград-София, Свиленград-Бургас и София-Свиленград, чрез магистрален габарит.
- Няма връзка между двете магистрали в посока Бургас-Свиленград, предстои да бъдат изградени.

Връзка с ГКПП Капитан Андреево - Капъкуле.
- АМ „Марица“ прави връзка през ГКПП Капитан Андреево – Капъкуле с Турция.
- След ГКПП Капитан Андреево – Капъкуле на турска територия се свързва с четирилентов първокласен път D100, който в близост до град Одрин се влива в турската автомагистрала О-3 в посока Истанбул и Мала Азия.

## Инфраструктура

### Тунели
- По трасето на магистралата няма нито един тунел

### Виадукти и мостове
- Мост над река Марица при село Великан (км 24+796) с дължина 470 м. [22]
- Мост над жп линията Пловдив-Свиленград (км 28+414)
- Мост над общински път ІV-50606 „Добрич – Крум“ (км 32+083)
- Мост над река Банска (км 36+060) с дължина 131 м.

## Археология
Съгласно договор Д-26/30 април 2014 г. между НАИМ при БАН и Агенция „Пътна инфраструктура“ и с разрешение за Спасително археологическо проучване N 266/30 април 2014 г. се провеждат спасителни археологически разкопки по протежението на магистралата.

### Обект № 3 ЛОТ 1 (от км 23+630 до км 23+770)
Спасителните археологически разкопки на обект № 3, ЛОТ 1, АМ „Марица“ (от км 23 + 630 до км 23 + 770) стартират в началото на месец май 2014 година под ръководството на Веселка Кацарова (НАИМ при БАН).
- Почистване на терена.
- Цялостно геофизично проучване на площ от 5600 m².
- Разкрити са разнородни археологически структури – струпвания от камъни и фрагменти строителна керамика, ями, зидове, трасе на керамичен водопровод и др.
- Откритите находки и археологически материали датират от времето на ранната бронзова, ранножелязната, късножелязната, античната и османската епохи.
- Една от структурите в североизточния край на обекта е идентифицирана като жилище от късножелязната епоха (IV-III в. пр. Хр.). То е било слабо вкопано в материковия терен. Стените му са били с конструкция от колове и плет, обмазан с глина. В югозападната четвърт на жилището е било изградено глинобитно огнище. Проучени са четири ями. В две от тях, разположени в източната част на обекта, са открити фрагменти от керамични съдове, синхронни с времето на обитаване на жилището.
- Материалите от римската епоха – главно фрагменти от битова и строителна керамика
- Намерени са три бронзови монети, най-ранната от които е постумна на император Октавиан Август, отсечена в монетарницата на Филипи (Македония, дн. Гърция) в периода 5 – 14 г. сл. Хр., а най-късната – фолис от средата на III в.
- Най-съществени останки на терена са документирани от времето на османския период и възраждането. Става дума за нетрайни постройки с плитки каменни основи и покриви от керемиди. [23]

### Обект № 5 ЛОТ 1 (от км 23+945 до км 24+160)
Спасителните археологически разкопки на обект № 5, ЛОТ 1, АМ „Марица“ (от км 23+945 до км 24+160) стартират на 18 май 2014 година под ръководството на Станимир Стойчев (РИМ – Шумен). Разкритите археологически структури дават данни за наличието на селища от различни периоди:
- Ранен неолит – 7 – 6 хилядолетие пр. Хр. В квадрати Г20, Г21, Д20 и Д21 е засечена вкопана структура от ранния неолит. Вкопаването е с размери 7,50 m по оста СЗ-ЮИ и 5.00 м СИ-ЮЗ и е с неправилна елипсовидна форма. В северния ъгъл на вкопаването е разкрито отоплително съоръжение с приблизителни размери 1,10 х 1,00 m. Характерът на керамичния материал предполага датирането на жилището в ранния неолит, в етапа на култура Караново I.
- Късножелязната епоха – VI –V в пр. Хр. В квадрати Г5, Г6, Д5 и Д6 е проучена структура с кръгла форма от Късножелязната епоха (VI-V в.) Конструктивно свързана със структурата е яма в северната ѝ периферия. В структурата се засичат две ями за греди от носеща конструкция. Южната периферия на структурата е нарушена от битова яма от ХI–XII в.
- Период на късния елинизъм – в квадрати Ж6, 7, 8, З6, 7, 8 и И6, 7, 8 е проучено вкопаване с кръгла форма и с размери С-Ю 9,50 m, И-З 10,50 m. В него се засякоха 4 дупки за греди, очертаващи правоъгълен план с размери 6,00 х 4,50 m. Отоплителното съоръжение е с кръгла форма и диаметър 1,50 m. В северната част на съоръжението са вкопани четири дълбоки ями. Северно от него се разкри дренаж (подпорна стена), служещ за предпазване на жилището.
- Средновековие – четири вкопани жилища с правоъгълен план и запазени ями за носещите гради от VIII-XIII в. Проучени са над 20 ями от различни периоди, както и гроб (трупополагане) с ориентация изток – запад (глава на изток). Западната граница на гробната яма попада извън рамките на обекта, но в рамките на сервитута. [24]